# Un castello in Italia
Un castello in Italia (Un château en Italie) è un film del 2013 diretto da Valeria Bruni Tedeschi.
Il film, prodotto in Francia, è stato presentato in concorso al Festival di Cannes 2013. Il film è ispirato alle vicende personale della regista  e vede la partecipazione anche della madre Marisa Borini Bruni Tedeschi.

## Trama
Louise ha un castello in Italia da vendere, ma la sua vita indolente, trascorsa tra Parigi e Castagneto Po (Piemonte), si accende grazie a Nathan, un giovane attore che la corteggia. Lei trova in lui conforto anche in relazione alla malattia del fratello Ludovic, in AIDS. Rimarrà però nuovamente sola dopo la morte di Ludovic e il mancato desiderio di una gravidanza.

## Produzione

### Riprese
Il film è stato girato a Parigi, Torino, Napoli, Londra, Castagneto Po (dove si trova il castello, noto come villa Ceriana che dà il titolo al film, fino al 2009 proprietà della famiglia Bruni Tedeschi) e a Chivasso.

## Riconoscimenti
- 2013 - Festival di Cannes
  - Nomination Palma d'oro a Valeria Bruni Tedeschi
- 2014 - Premio César
  - Nomination Migliore attrice non protagonista a Marisa Borini
- 2014 - Nastro d'argento
  - Nomination Migliore attore non protagonista a Filippo Timi